# Jose Fernandez jr.
Jose B. Fernandez jr. (Manilla, 22 september 1923 – 19 juni 1994) was een Filipijns bankier. Fernandez was de 6e gouverneur van de Filipijnse centrale bank, de Bangko Sentral ng Pilipinas.

## Biografie
Jose Fernandez werd geboren op 22 september 1923 in de Filipijnse hoofdstad Manilla. Hij was het derde kind van Jose Fernandez sr. en Erundina Bartolome. Fernandez studeerde bedrijfskunde aan de Ateneo de Manila University en behaalde daar in 1941 zijn bachelor-diploma. In 1947 volgde een bachelor-diploma bedrijfskunde aan Fordham University en twee jaar later studeerde hij af als master aan de Harvard Business School.
Fernandez was voorzitter van de raad van bestuur van diverse bedrijven en financiële instellingen zoals Philippine Hoteliers Inc., Eastern Textile Mills Inc., Fil-Hispano Ceramics Inc., Filmag Inc. en Far East Chemco Leasing & Finance Corporation. Ook was hij vicevoorzitter van Bangcom Development Corporation en FMF Development Corporation.
In 1984 werd hij door president Ferdinand Marcos aangesteld als 6e gouverneur van de Bangko Sentral ng Pilipinas. Zijn voorganger Jaime Laya had ontslag genomen nadat het Internationaal Monetair Fonds een onverklaarbare terugval van de nationale reserves ontdekte. Onder Fernandez steeg het vertrouwen van de internationale gemeenschap in het Filipijnse bankenstelsel weer. Na de val van Marcos in 1986 als gevolg van de EDSA-revolutie bleef hij onder de nieuwe president Corazon Aquino gouverneur van de centrale bank en initieerde hij de onderzoeken naar de financiële wanpraktijken van Marcos en zijn vrouw. In 1990 werd hij opgevolgd door Jose Cuisia jr.
Na zijn periode als gouverneur van de centrale bank was hij onder andere nog voorzitter en CEO van de Far East Bank.
Fernandez overleed in 1994 op 70-jarige leeftijd. Hij was sinds 1952 getrouwd met Maria Dulce Cacho en had vier zonen en een dochter.